# Ōta (Tokio)
Ōta (jap. 大田区 Ōta-ku, deutsch ‚Bezirk Ōta‘, englisch Ota City) ist der flächengrößte der 23 Bezirke Tokios und die nach Einwohnerzahl drittgrößte Gemeinde der Präfektur Tokio.

## Geographie
Als südlichster der 23 Bezirke grenzt er im Norden an die Bezirke Shinagawa, Meguro und Setagaya, und an Kōtō im Osten. Im Süden und Westen grenzt Ōta an die Stadt Kawasaki in der Präfektur Kanagawa. Der Tama bildet die Grenze zwischen beiden Städten, deren Bebauung auf beiden Seiten bis an den Fluss heranreicht. Das dichte Häusermeer der Metropolregion Tokio reicht südlich allerdings noch weiter, über Kawasaki hinaus bis in die Millionenstadt Yokohama.
Das Zentrum des Bezirks liegt um die beiden Kamata-Bahnhöfe (JR Kamata und Keikyu Kamata), wo sich auch das Bezirksrathaus und die Hauptpost befinden.
Auf dem Gebiet des Bezirks, auf Neuland in der Bucht von Tokio liegt der Tokyo International Airport, üblicherweise als Flughafen Tokio-Haneda bezeichnet, der zweite (und ältere) große Flughafen von Tokio, auf dem ein Großteil der Inlandsflüge abgewickelt wird.

## Geschichte
Der Sonderbezirk (tokubetsu-ku) Ōta wurde am 15. März 1947 durch die Zusammenlegung der alten Stadtbezirke Ōmori (大森区) und Kamata (蒲田区) der Stadt Tokio geschaffen. Der Name Ōta entstand dabei aus der Aneinanderreihung des ersten Kanji von Ōmori und des letzten von Kamata, unter Vernachlässigung des Suffixes ku.

## Sehenswürdigkeiten
- Der Honmon-ji, ein buddhistischer Tempel der Nichiren-shū aus dem 13. Jahrhundert.
- Die Ōmori-Køkkenmøddinger (Fundstätte alter Muschelhaufen)
- Der Senzoku-Teich, in dem Nichiren seine Füße gewaschen haben soll.

## Verkehr
- Straße:
  - Stadtautobahn Tokio
  - Nationalstraßen 1, nach Chūō oder Osaka
  - Nationalstraßen 15, nach Chūō oder Yokohama
  - Nationalstraße 131: Befindet sich nur in Ōta auf einer Gesamtstrecke von 3,8 km.
  - Nationalstraße 357, nach Chiba oder Yokosuka
- Zug:
  - JR East Keihin-Tōhoku-Linie, von Ōmori und Kamata nach Ōmiya oder Kamakura
  - Keikyū-Hauptlinie, von Heiwajima, Ōmorimachi, Ume-Yashiki, Keikyū Kamata, Zōshiki und Rokugōdote nach Minato oder Yokosuka
  - Keikyū Flughafenlinie: Verkehrt nur in Ōta auf einer Gesamtstrecke von 6,5 km zwischen den Bahnhöfen Keikyū Kamata, Kōjiya, Ōtorii, Anamori-Inari und Tenkūbashi.
  - Tōkyū Tōyoko-Linie, von Den’en-Chōfu und Tamagawa nach Shibuya oder Yokohama
  - Tōkyū Ikegami-Linie, von Kamata, Hasunuma, Ikegami, Chidorichō, Kugahara, Ontakesan, Yukigaya-Ōtsuka, Ishikawadai, Senzoku-Ike oder Nagahara nach Gotanda
  - Tōkyū Tamagawa-Linie: Verkehrt nur in Ōta auf einer Gesamtstrecke von 5,6 km zwischen den Bahnhöfen Tamagawa, Numabe, Unoki, Shimo-Maruko, Musashi-Nitta, Yaguchinowatashi und Kamata.
  - Tōkyō Monorail, von Flughafen Tokio-Haneda Terminal 1 und 2, Shin-Seibijō, Tenkūbashi, Seibijō, Shōwajima oder Ryūtsū Center nach Minato
  - Toei Asakusa-Linie, von Nishi-Magome oder Magome nach Sumida

## Politik
- KPJ: 5
- KDP: 4
- Ein-Mitglied-Fraktionen (darunter ReiShin): 2
- Ishin: 5
- Tsubasa („Flügel“; mit Sanseitō): 4
- Tōkyō seisaku forum („Politikforum Tokio“; mit Tomin First, DVP): 4
- Kōmeitō: 11
- LDP/Mushozoku no kai: 15

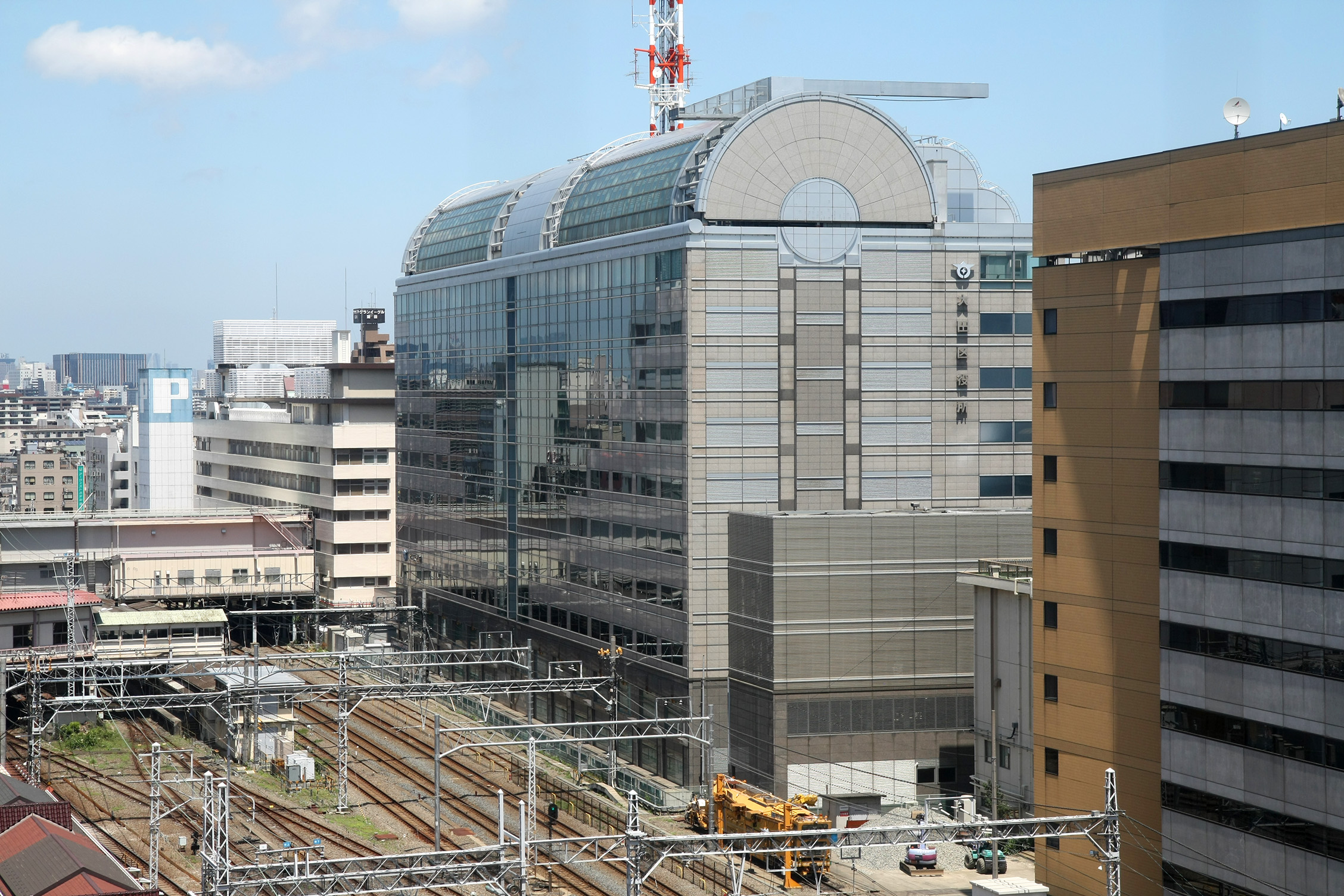
Das Rathaus in Kamata neben dem Bahnhof Kamata

Parlament und Bürgermeister von Ōta wurden beide bei den einheitlichen Regionalwahlen im April 2023 neu gewählt. Bürgermeister Tadayoshi Matsubara trat nach vier Amtszeiten nicht mehr an. Zum Nachfolger wurde mit Unterstützung von LDP und Kōmeitō und 39,6 % der Stimmen der ehemalige LDP-Präfekturparlamentsabgeordnete Akimasa Suzuki gewählt. Er gewann gegen die mit Unterstützung von KDP und Reiwa Shinsengumi antretende ehemalige Tomin-First-Präfekturparlamentsabgeordnete Ai Mori (35,6 %) und den Ex-Bezirksparlamentsabgeordneten Takashi Oka (24,8 %). Für die 50 Sitze im Parlament von Ōta bewarben sich 2023 82 Kandidaten.
Für das Präfekturparlament Tokio gehört Ōta neben Setagaya als Siebenmandatswahlkreis zu den größten Wahlkreisen, die es kleineren Parteien im Allgemeinen leichter ermöglichen Mandate zu erringen. Bei der letzten Wahl 2021 wählte Ōta zwei Mitglieder der Kōmeitō und je einen Abgeordneten von LDP, Tomin First no Kai, KPJ, KDP und Ishin. Nach den Bürgermeisterkandidaturen 2023 von Suzuki und Mori gab es im Juni 2023 eine Zweiernachwahl, bei denen Mori als Unabhängige wieder kandidierte und neben dem 2021 abgewählten LDP-Kandidaten Akihiro Suzuki gewann. Mori gehört inzwischen zur Fraktion Mirai kaigi aus ehemaligen Tomin-First-Abgeordneten.
Bei nationalen Unterhauswahlen verteilt sich Ōta seit 2024 auf die Wahlkreise Tokio 4 und 26. Tokio 4 wird nach der Wahl 2024 wie seit 2012 unverändert von Masaaki Taira (LDP) vertreten, Tokio 26 ging 2024 an den unabhängigen Ex-KDP-Abgeordneten Jin Matsubara.

## Städtepartnerschaften
- Salem (Massachusetts) (Der Entdecker des Ōmori-Køkkenmøddinger Edward S. Morse war der Museumsdirektor von Salem; seit 18. November 1991)
- Chaoyang, Peking (seit 21. September 1998)

## Söhne und Töchter der Stadt
- Takumi Abe (* 1991), Fußballspieler
- Miwa Fukuhara (* 1944), Eiskunstläuferin
- Tsutomu Hata (1935–2017), 80. Premierminister von Japan
- Yuki Hayasaka (* 1999), Fußballspieler
- Daisaku Ikeda (1928–2023), Philosoph
- Akira Kurosawa (1910–1998), Regisseur
- Karina Maruyama (* 1983), Fußballerin
- Akina Nakamori (* 1965), Sängerin und Schauspielerin
- Kōsuke Onose (* 1993), Fußballspieler
- Mamoru Oshii (* 1951), Regisseur und Schriftsteller
- Kenjirō Shinozuka (1948–2024), Rallyefahrer
- Kōtarō Sakurai (* 1994), Autorennfahrer
- Hatsue Yamada (* 1930), Architektin

## Angrenzende Städte und Gemeinden
- Tokio: Bezirke Setagaya, Shinagawa, Meguro, Kōtō
- Kawasaki